# Збройні сили Іспанії

Військові авіабази Іспанії

Збройні сили Іспанії — збройні сили Королівства Іспанія, яке є членом НАТО.
Збройні сили Іспанії складаються з таких видів військ:
- Сухопутні війська Іспанії
- Військово-морські сили Іспанії (включаючи морську піхоту)
- Повітряно-космічні сили Іспанії.
- Guardia Civil (гвардія, підпорядкована Міністерству внутрішніх справ)

Річні видатки на оборону країни у 2014 році оцінювали у 11,6 млрд USD[неавторитетне джерело].
Головнокомандувач збройних сил — король Іспанії, але оперативним керівником є голова генерального штабу (Jefe del Estado Mayor de la Defensa — скорочено JEMAD), зараз це генерал Фелікс Санс Рольдан. Чинний міністр оборони Іспанії — Педро Моренес.
Кількість військових — близько 123,3 тис., а також 16,2 тис. резервістів. Guardia Civil і інші парамілітарні формування налічують бл. 72 тисяч силовиків (2010).
Музей Збройних Сил Іспанії розташований в Толедо.